# 沙雅 (滙豐)
沙雅，CBE，JP（Guy Mowbray Sayer，1924年6月18日—2009年4月14日）英國銀行家，前香港上海滙豐銀行董事長，曾任行政局和立法局議員。

## 經歷
沙雅生於英國倫敦，童年時曾居於香港，父親是前香港教育司佘義（Geoffrey Robley Sayer）。第二次世界大戰時在英國皇家海軍服役，曾參加諾曼第戰役。復員後加入滙豐銀行，曾派駐北京、天津、亞庇、仰光、大阪等地。1969年任總經理，1971年任副董事長。1972年任董事長。1977年退休。1978年獲CBE勳銜。